# Junonia omissa
Junonia omissa är en fjärilsart som beskrevs av Rothschild 1918. Junonia omissa ingår i släktet Junonia och familjen praktfjärilar. Inga underarter finns listade i Catalogue of Life.